# Nysa Mała
Nysa Mała – rzeka o długości ok. 19 km, lewy dopływ Nysy Szalonej. Dorzecze w gminach Bolków i Paszowice
Źródła znajdują się na Pogórzu Kaczawskim nieopodal wsi Lipa. Początkowo płynie w kierunku wschodnim. Górny odcinek rzeki ma charakter górski. Biegnie przy południowych stokach zalesionych wzgórz Pogórza Złotoryjskiego, a częściowo między nimi, tworząc przełomy. Między Kwietnikami a Sokolą płynie obniżeniem pomiędzy Pogórzem Kaczawskim a wzniesieniami Grzbietu Wschodniego Gór Kaczawskich. Poniżej Sokolej wypływa na Obniżenie Podsudeckie. Za Wiadrowem skręca ku północy i między Gniewkowem a Czernicą wpada do Nysy Szalonej.
Na obszarze Sudetów płynie przez Park Krajobrazowy „Chełmy”, a w części niżowej w jego otulinie. Nysa w dużej swej części płynie przez lasy liściaste, niekiedy zwane zwyczajowo Świńskim Zagajnikiem. Cały bieg rzeki znajduje się na południe od Jawora, a na północ od Bolkowa i przebiega w kierunku zachód-wschód.
Nysa Szalona po przyjęciu wody z Nysy Małej, swojego głównego dopływu, staje się największym i najbardziej znaczącym dopływem Kaczawy.